# H. O. Schulze
Hugo Otto Schulze (* 14. August 1905 in Kalkberge, Gemeinde Rüdersdorf; † nach 1977) war ein deutscher Kameramann beim Dokumentar- und Spielfilm.

## Leben und Wirken
Der Zahnarztsohn erhielt nach dem Besuch der Oberrealschule eine Ausbildung in der Fotochemie der Technischen Hochschule Berlin und sammelte praktische Erfahrung bei der UFA. So war der Zwanzigjährige beispielsweise einer der Kameraassistenten Karl Freunds und Günther Rittaus, die 1925/26 an den Aufnahmen zu Fritz Langs legendärem Science-Fiction-Filmklassiker Metropolis beteiligt waren und bei der Erstellung der Trickfilmaufnahmen halfen. 
In den frühen Tonfilmjahren betreute Schulze mehrfach Dokumentarfilme und führte bei mindestens einem von ihnen auch Regie. 1936 war Schulze einer von knapp vier Dutzend Kameraleuten, die für Leni Riefenstahls Olympia-Film die Stadionaufnahmen herstellten. Zum Jahresbeginn 1937 begleitete Schulze den Unterhaltungsfilmpionier Richard Eichberg nach Indien, um vor Ort für ihn eine Reihe von Außenaufnahmen zu dem Abenteuer- und Liebesfilm-Double-Feature Der Tiger von Eschnapur und Das indische Grabmal anzufertigen. Auch bei der Dokumentation des Überfalls der deutschen Wehrmacht auf Polen im Herbst 1939, Titel Feuertaufe, war Schulze als Kameramann zugegen.
Durch seine letzten Arbeiten als versierter Spezialist für ebenso aufwendige wie komplizierte Außendrehs in fernen Ländern gepriesen, wurde Schulze 1940 auch geholt, als es galt, die Außenaufnahmen auf rumänischen Ölfeldern für den antisowjetischen Propagandafilm Anschlag auf Baku anzufertigen. Sein letzter Spielfilm-Außendreh vor Kriegsende 1945 führte ihn 1942 nach Ungarn (Karneval der Liebe). Danach fotografierte Hugo Otto Schulze zunächst nur noch kurze Dokumentarfilme, die er zum Teil auch inszenierte. Seine Spielfilmkontributionen in der noch jungen Bundesrepublik (Es geht nicht ohne Gisela, Die Prinzessin und der Schweinehirt) sind gänzlich ohne Belang. Zuletzt, von 1955 bis 1958, trat Schulze nur noch als Regisseur von kurzen Dokumentarfilmen in Erscheinung, nach 1958 erhielt er keinen Auftrag mehr.
Zuletzt lebte H. O. Schulze, der für einige seiner Werke sowohl in Cannes als auch auf der Biennale in Venedig ausgezeichnet worden war, in Berlin 19.

## Filmografie
als Kameramann, wenn nicht anders angegeben
- 1933: Erloschene Krater (auch Regie und Produktion)
- 1933: Deutsches Lied und deutsches Land
- 1936: Land unter Wolken
- 1936: Klar Schiff zum Gefecht
- 1936/38: Olympia (zweiteiliger Dokumentarfilm)
- 1937: Kleine Gans ganz groß!
- 1937: Jahre der Entscheidung
- 1938: Der Tiger von Eschnapur
- 1938: Das indische Grabmal
- 1939: Wenn ein kleines Mädel spielt
- 1939: Feuertaufe
- 1942: Anschlag auf Baku
- 1942: Die Erbin vom Rosenhof
- 1943: Karneval der Liebe
- 1943: Rundfunk im Kriege
- 1943: Kriegslokomotiven
- 1944: Glas (auch Regie)
- 1950: Es werde Licht
- 1951: Es geht nicht ohne Gisela
- 1952: Feurige Hochzeit
- 1952: Das Glücksschwein (auch Regie)
- 1952: Der Altenburger Dom
- 1953: Farbenfrohes Handwerk
- 1953: Die Prinzessin und der Schweinehirt
- 1954: Horch auf die Musik
- 1955: Unsere Stadt (auch Regie)
- 1956: Das klingende Haus (auch Regie)
- 1958: Metall der Jahrtausende (auch Regie)